# Siccia fumeola
Siccia fumeola là một loài bướm đêm thuộc phân họ Arctiinae, họ Erebidae.